# Harib
Harib és una comarca del Iemen, a l'oest del Wadi Beihan. El wadi Harib que li dona nom, neix com a uadi Ayn a la regió de Bilad al-Djuraybat, a les muntanyes Murad, i corre cap al nord uns 50 km fins que es perd al desert de Ramlat Sabatayn. Al mig del seu curs rep a l'est al uadi Mablaka i 15 km més endavant el uadi Mukbal per l'oest; just abans d'entrar al desert rep també per l'oest al uadi Ablah. El uadi Ayn i el uadi Mablajka són a l'antic estat de Beihan i la resta al que fou el Iemen del Nord, governació de Marib. La ciutat principal és Darb Al Ali (a l'antic Iemen del Nord, entre el uadi Harib i el uadi Mukbal)
Antigament l'Harib formava el límit occidental del Qataban; més a l'oest, el territori de Murad sembla que era independent o depenia de Saba, però més tard també fou annexionat a Qataban. Al segle vi feia part de l'Hadramaut. Modernament la regió estava governada per un emir de la família dels Al Ali ibn Talib, una de les quatre grans famílies notables de la zona. La segona família més important és la dels Al Abu Tuhayf. El grup tribal principal són els Banu Murad amb diverses subtribus com els Banu Abd, Rabi, Kalaf i Udhr.
La regió ha estat assenyalada com la Caripeta de Plini el Vell, però no hi ha cap prova que ho pugui sostenir. Una excavació arqueològica important es va dur a terme el 1951 a Hadjar Hinu al-Zaris, a la frontera entre el llavós imamat del Iemen i el protectorat d'Aden. S'han fet un parell més d'excavacions. Una inscripció testimonia a un mukarrib de Qataban de nom Yadaab Dhubyan ibn Shalu que va construir uns escalons a la muntanya entre el uadi Beihan o Bayhan i el uadi Mablaka a la regió d'Harib, probablement vers el 200 aC.